# Barlby
Barlby är en ort i civil parish Barlby with Osgodby, i kommunen North Yorkshire, Storbritannien. Den ligger i grevskapet North Yorkshire och riksdelen England, i den centrala delen av landet, 260 km norr om huvudstaden London. Barlby ligger 8 meter över havet och antalet invånare är 3 860. Civil parish hade 2 627 invånare år 1931. Byn nämndes i Domedagsboken (Domesday Book) år 1086, och kallades då Bardulbi.
Terrängen runt Barlby är mycket platt. Runt Barlby är det ganska tätbefolkat, med 134 invånare per kvadratkilometer. Närmaste större samhälle är York, 17,8 km norr om Barlby. Trakten runt Barlby består till största delen av jordbruksmark.